# Coupe d'Europe de beach soccer 2001
Navigation
1999 2002
L'Euro Beach Soccer Cup 2001 est la troisième édition de cette compétition regroupant les huit meilleurs nations de beach soccer d'Europe. Elle se déroule à Maspalomas (Espagne) du 2 au 4 février.
Le podium est exactement le même que lors de la première édition de 1998 avec un second titre pour le Portugal.

## Nations participantes
- Allemagne

- Espagne

- France

- Italie

- Pays-Bas

- Portugal

- Suisse

- Turquie

## Déroulement
Huit équipes participent au tournoi qui se joue à élimination directe et commence aux quarts de finale avec des matchs de classement.

## Tournoi

### Quarts de finale
| Date      | Équipe 1  | Résultat | Équipe 2 |
| --------- | --------- | -------- | -------- |
| 2 février | Allemagne | 9 - 7    | France   |
| 2 février | Espagne   | 13 - 2   | Pays-Bas |
| 2 février | Italie    | 6 - 2    | Turquie  |
| 2 février | Suisse    | 4 - 9    | Portugal |

### Demi-finale
| Date      | Équipe 1 | Résultat | Équipe 2  |
| --------- | -------- | -------- | --------- |
| 3 février | Espagne  | 6 - 3    | Allemagne |
| 3 février | Italie   | 4 - 8    | Portugal  |

### 5eà la8eplace
| Tour        | Équipe 1 | Résultat | Équipe 2 |
| ----------- | -------- | -------- | -------- |
| Demi-finale | France   | 7 - 6    | Pays-Bas |
| Demi-finale | Turquie  | 2 - 5    | Suisse   |
| 7e place    | Turquie  | 5 - 2    | Pays-Bas |
| 5e place    | France   | 7 - 4    | Suisse   |

### 3eplace
| 4 février 2001 | Allemagne | 4 - 5 | Italie | Maspalomas, Espagne |  |
|                |           |       |        |                     |  |

### Finale
| 4 février 2001 | Portugal | 4 - 3 | Espagne | Maspalomas, Espagne |  |
|                |          |       |         |                     |  |

## Classement final
| Place | Équipe    |
| ----- | --------- |
| 1     | Portugal  |
| 2     | Espagne   |
| 3     | Italie    |
| 4     | Allemagne |
| 5     | France    |
| 6     | Suisse    |
| 7     | Turquie   |
| 8     | Pays-Bas  |